# 郭厚本
郭厚本，历任淮南监军

## 个人经历
庞勋派李圆攻打泗州，久攻不克。转而委派吴迥前去攻打，不分昼夜的攻击泗州。此时，朝廷派遣郭厚本带领淮南兵千五百人增援泗州，行至洪泽一带，害怕叛军强大，不敢前进。辛谠趁着夜色，坐着小船，到了洪泽，请求郭厚本发兵，郭厚本不听，辛谠在天亮的时候回到泗州。而后，叛军攻的更猛烈了，城内几乎难以守住。辛谠再次请求出城求援，“此行得兵则生返，不得则死之。”见到郭厚本之后，诉说了利害关系，郭厚本犹豫之时，淮南都将袁公弁说道：“自保尚且不足，怎么能去救人”。辛谠愤怒的想杀袁公弁，被郭厚本一把抱住。郭厚本就分了500人给辛谠。而后郭厚本和前来救援的李湘合并一处，及到城破的时候，李湘和郭厚本被叛军抓住，送往徐州。869年三月，庞勋斩下郭厚本和李湘的手足，被送往康承训处示威。